# Nestoria
Nestoria ist eine vertikale Suchmaschine, die auf den Bereich der Immobiliensuche spezialisiert ist. Nestoria ist in  Deutschland,  Spanien,  Großbritannien, Italien,  Australien,  Frankreich,  Brasilien und Indien präsent.

## Ziele
Nestoria soll das Suchen und Finden von Immobilien  einfach machen und für den Nutzer relevante Immobilien-Anzeigen zusammenfassen.

## Geschichte
Im Jahr 2006 gründeten die beiden ehemaligen Yahoo-Mitarbeiter Ed Freyfogle und Javier Etxebeste das Unternehmen Lokku Limited, das von privaten Investoren in Spanien und Großbritannien finanziell unterstützt wurde. Im selben Jahr brachte Lokku die Marke Nestoria zunächst in Großbritannien auf den Markt. Im Mai des Jahres 2007 ging Nestoria in Spanien online, im Sommer 2008 folgten Nestoria Italien und Nestoria Deutschland. Im Jahr 2010 ging Nestoria auch in Australien, Frankreich und Brasilien an den Start, Nestoria Indien folgte im Februar 2011. Im Jahr 2015 wurde Nestoria Teil der Mitula Group.

## Website
Als hybride Web-Applikation oder Mashup findet Nestoria  relevante Immobilien auf dem Immobilienmarkt und stellt sie auf einer Seite zusammen. Nestoria ist ein Beispiel für den Einsatz der Google Maps API zur Lokalisierung der Immobilien auf der Karte und der Yahoo User Interface Library sowie der OpenStreetMap. Darüber hinaus arbeitet Nestoria mit kollaborativen Projekten, wie der OpenStreetMap oder dem web-basierten Projekt Geograph British Isles. Weitere Funktionen der Webseite beinhalten Widgets und eine Facebook-Applikation.

## Kritik
Die indexierten Suchergebnisse erscheinen hinsichtlich der Preise und Aktualisierungen genauso, wie sie die gelisteten Quellen (Immobilienportale und Immobilienmakler) liefern. Die Qualität der Ergebnisse hängt dementsprechend von der Qualität der von diesen Quellen gelieferten Informationen ab und die Ergebnisse sind so präzise, wie sie von den Kooperationspartnern zur Verfügung gestellt werden.